# Lamberto de Maastricht
Lamberto (en latín: Landebertus / Lambertus; c. 636, Maastricht – c. 705, Lieja) fue un obispo de Maastricht y mártir venerado por la Iglesia Católica. Sirvió como obispo desde aproximadamente el año 670 hasta su muerte, y es conocido por su firme defensa de la moral cristiana, en particular su denuncia de la relación ilícita entre Pipino de Heristal y su amante Alpaida, quien más tarde sería la madre de Carlos Martel. Su postura contra esta unión lo llevó a ser asesinado durante una época de intensas luchas políticas. Es considerado un mártir por su defensa del matrimonio y de los principios cristianos. Su fiesta litúrgica se celebra el 17 de septiembre.

## Contexto histórico
La vida de Lamberto se sitúa en el turbulento período de transición entre la dinastía merovingia y la dinastía carolingia, un tiempo marcado por inestabilidad política, luchas de poder y profundas transformaciones en la Iglesia y la sociedad franca.

### La Dinastía Merovingia
Los merovingios (merovingii), que gobernaron el reino de los francos (Regnum Francorum) desde el siglo V, se encontraban en un estado de decadencia política hacia el siglo VII. Aunque los merovingios mantenían el título de reyes (reges), el poder efectivo se encontraba en manos de los mayordomos de palacio (maiores domus), quienes eran los verdaderos gobernantes detrás del trono. Estos mayordomos controlaban los asuntos políticos, militares y administrativos del reino, mientras que los reyes merovingios, conocidos como los "reyes holgazanes" (rois fainéants), habían perdido gran parte de su influencia.

### Austrasia y Neustria
El reino franco (Regnum Francorum) estaba dividido en varias regiones, de las cuales Austrasia y Neustria eran las más poderosas. Austrasia, situada al este del reino, comprendía territorios que incluían partes de lo que hoy son Bélgica, Alemania (Germania) y los Países Bajos (Batavia). Neustria, al oeste, abarcaba gran parte de lo que hoy es el norte de Francia (Gallia). Ambas regiones tenían estructuras de poder independientes y frecuentemente entraban en conflicto.
En el contexto de Lamberto, Ebroín (Ebroinus), el poderoso mayordomo de Neustria, jugó un papel clave en la lucha por el control del reino franco. Tras la muerte del rey Childerico II (Childericus II) en 675, Ebroín consolidó su poder en Neustria, imponiendo su autoridad sobre el resto del reino, lo que llevó al exilio de Lamberto. Esta inestabilidad política propició el ascenso de una nueva dinastía: los carolingios.

### El Ascenso de los Carolingios
Los carolingios, una influyente familia noble de Austrasia, aprovecharon el debilitamiento de los merovingios para aumentar su poder. Pipino de Heristal (Pippinus Herstallensis), el padre de Carlos Martel (Carolus Martellus) y bisabuelo de Carlomagno (Carolus Magnus), fue uno de los líderes más importantes de esta familia. En 681, Pepino tomó el control del reino de Austrasia como mayordomo, derrotando a sus rivales en Neustria, incluido Ebroín. Con el tiempo, su dinastía reemplazaría completamente a los merovingios, instaurando el reino carolingio (Regnum Carolingium).
Pepino de Heristal no solo consolidó su poder militar y político, sino que también supo manejar las relaciones con la Iglesia, lo que le otorgó legitimidad y apoyo. Sin embargo, su relación extramatrimonial con Alpaida, la madre de Carlos Martel, generó tensiones dentro de la Iglesia, particularmente con obispos como Lamberto, quien condenó públicamente esta unión. Esta oposición moral fue vista como un desafío al poder de los carolingios.

### El Papel de los Obispos en la Política
En este contexto, los obispos (episcopi) desempeñaban un papel central no solo como líderes espirituales, sino también como figuras políticas influyentes. Los obispos en la Galia merovingia y carolingia a menudo tenían gran poder económico y militar, ya que controlaban tierras, monasterios y recursos clave. En regiones como Austrasia y Neustria, los obispos actuaban como consejeros de los reyes y los mayordomos de palacio, además de ser mediadores en conflictos y guardianes de la moralidad cristiana.
La Iglesia estaba profundamente involucrada en los asuntos de estado, y los líderes eclesiásticos eran cruciales para legitimar el poder secular. Al mismo tiempo, los obispos debían equilibrar sus responsabilidades espirituales con sus roles políticos, lo que a menudo los colocaba en el centro de las disputas entre facciones rivales. Lamberto, por ejemplo, se enfrentó directamente con Pepino de Heristal al condenar su relación con Alpaida, lo que lo llevó a su martirio.

### La Influencia de la Iglesia
Durante este período, la Iglesia se expandía activamente, y figuras como Willibrordo (Willibrordus) trabajaron para evangelizar las regiones paganas de los Países Bajos y el norte de Europa. Los obispos de importantes sedes, como Maastricht, tenían la responsabilidad de apoyar estas misiones, así como de reforzar la fe cristiana en sus propios territorios. Lamberto estuvo estrechamente relacionado con estas iniciativas, colaborando con Willibrordo en la evangelización de las tierras al norte de la Meuse.
El martirio de Lamberto no solo reflejó las luchas políticas de su tiempo, sino también las tensiones morales entre el poder secular y la autoridad eclesiástica. Su firme defensa del matrimonio y su condena de los excesos de la nobleza lo convirtieron en un símbolo de la resistencia de la Iglesia frente a las inmoralidades del poder político.

## Vida y Educación
Lamberto de Maastricht nació alrededor del 636 en la ciudad de Maastricht, en una familia noble franca. Sus padres, Apre, señor de Lieja, y Herisplende, provenían de la alta aristocracia, lo que le otorgó a Lamberto un entorno social privilegiado desde su infancia. Estas conexiones con la nobleza no solo lo situaron en el centro de la vida política del reino, sino que también le proporcionaron una educación en la esfera religiosa, lo cual era habitual para miembros de familias nobles con aspiraciones eclesiásticas.

### Formación Religiosa
A una edad temprana, Lamberto fue confiado a su tío, Teodardo de Maastricht, quien ocupaba el cargo de obispo de la ciudad. Teodardo desempeñó un papel crucial en su educación, brindándole una sólida formación teológica y moral. Bajo su tutela, Lamberto no solo aprendió las escrituras y los fundamentos de la fe cristiana, sino también el papel del clero en la vida política de la época. Este entorno de formación estaba profundamente marcado por las tensiones entre los poderes políticos y eclesiásticos, lo que preparó a Lamberto para enfrentar los desafíos futuros en su carrera eclesiástica.
La influencia de Teodardo sobre su sobrino fue clave para moldear su carácter. Además de su papel como mentor espiritual, Teodardo también fue una figura paterna para Lamberto, proporcionándole orientación en un momento en el que los obispos no solo desempeñaban un rol religioso, sino que también actuaban como consejeros políticos en la corte del reino franco.

### Entorno Político y Formación en la Corte
Durante su juventud, Lamberto tuvo la oportunidad de formar parte de la corte de Childerico II, rey de Austrasia, uno de los últimos monarcas merovingios con poder efectivo. La presencia de Lamberto en la corte real fue facilitada por su linaje noble y las conexiones de su familia, lo que le permitió cultivar relaciones con figuras importantes como Pipino de Heristal, quien más tarde se convertiría en una figura clave en la política franca.
La cercanía con el rey Childerico II resultó ser un factor decisivo en la vida de Lamberto. Childerico veía en él un joven prometedor con habilidades para el liderazgo espiritual, y su apoyo sería esencial para su futuro dentro de la Iglesia. Durante su estancia en la corte, Lamberto no solo fortaleció su formación religiosa, sino que también desarrolló habilidades políticas que le permitirían navegar las complejas relaciones de poder en Austrasia. Los cronistas de la época lo describen como un joven "prudente, de apariencia agradable, con modales corteses, devoto y humilde", lo que lo destacó tanto en la corte como en el ámbito eclesiástico.

### Tensiones Políticas
El contexto político de Austrasia en el siglo VII era turbulento, marcado por el enfrentamiento entre las facciones leales a los reyes merovingios y los poderosos mayordomos de palacio, quienes, en muchos casos, ejercían un control significativo sobre el reino. Los obispos, como Teodardo, desempeñaban un papel crucial en estas disputas, ya que sus decisiones podían influir en la balanza del poder político.
La muerte de Teodardo, aproximadamente en el año 669, fue un evento decisivo en la vida de Lamberto. Teodardo fue asesinado en el marco de estas tensiones políticas, lo que dejó un vacío de poder en la diócesis de Maastricht y un profundo impacto emocional en Lamberto, quien había considerado a su tío no solo como un mentor espiritual, sino también como una figura paternal. Su asesinato puso de manifiesto los peligros de la implicación de los obispos en la política del reino y preparó a Lamberto para enfrentarse a los desafíos que vendrían.
La muerte de Teodardo marcó un punto de inflexión en la vida de Lamberto. Aunque aún era joven, su formación religiosa y las conexiones políticas que había forjado en la corte lo posicionaron como el sucesor natural para el obispado de Maastricht. El apoyo de figuras clave, como Childerico II, fue crucial para asegurar su nombramiento como obispo, lo que marcaría el comienzo de una etapa más turbulenta en su vida, ya que pronto se vería envuelto en las disputas por el poder que marcarían la transición de los merovingios a los carolingios en el reino franco.

## Episcopado
Tras la muerte de su tío Teodardo de Maastricht en 669, Lamberto fue nombrado obispo de Maastricht. Su episcopado se centró en fortalecer las estructuras de la Iglesia y en consolidar la fe cristiana en su diócesis. La región de Maastricht, que incluía partes del Meuse y Brabante, aún albergaba comunidades paganas, lo que representaba un reto importante. La principal preocupación de Lamberto fue establecer la moral cristiana y reforzar la fe entre la población rural, un sector que a menudo había sido ignorado en las campañas de evangelización anteriores. Para ello, Lamberto realizó misiones a través de su diócesis, buscando fortalecer la estructura eclesiástica y alentar el establecimiento de monasterios que sirvieran como centros de aprendizaje y cristianización.
En estos primeros años, Lamberto trabajó en la evangelización de Toxandria, una región entre los ríos Mosa y Escalda, con poblaciones en su mayoría paganas, y comenzó a estrechar lazos con otras figuras religiosas y políticas de la región, como el misionero Willibrordo. Estas alianzas serían clave en los esfuerzos de Lamberto para expandir el cristianismo en las tierras francas.

### Exilio
El asesinato del rey Childerico II en 675 cambió el panorama político en Austrasia. Ebroín, el mayordomo de palacio de Neustria, aprovechó la confusión para consolidar su poder, y en el proceso destituyó a Lamberto de su sede episcopal, reemplazándolo por su propio candidato, Faramundo. Como resultado, Lamberto fue exiliado a la Abadía de Stavelot, donde pasó siete años en reclusión entre 674 y 681. A pesar de estar desterrado, Lamberto siguió profundizando en su vida espiritual y manteniendo contacto con las comunidades que le eran leales, preservando su influencia como líder eclesiástico desde el monasterio.
En Stavelot, Lamberto llevó una vida simple como monje, pero continuó su misión evangelizadora en Toxandria, a través de sus conexiones con otras figuras religiosas. Esta etapa de su vida, aunque llena de incertidumbres políticas, reforzó su carácter y le permitió meditar sobre los desafíos de su ministerio. Según fuentes tradicionales, su reputación de santidad y su firme adhesión a los principios cristianos solo aumentaron durante este tiempo.

### Regreso
En 681, la política de Austrasia cambió drásticamente con el ascenso de Pipino de Heristal como mayordomo de palacio, quien tomó control efectivo del reino franco. Pipino permitió que Lamberto regresara a su sede episcopal en Maastricht, restaurando su autoridad. Este retorno fue marcado por un renovado compromiso de Lamberto con su labor pastoral, y fortaleció aún más su rol como figura clave en la propagación del cristianismo en el norte de Europa.
Una de las alianzas más significativas que Lamberto forjó en este periodo fue con Willibrordo, un misionero inglés que había llegado al continente para convertir a los paganos. Juntos, Lamberto y Willibrordo realizaron varias campañas misioneras en la región de Brabante y las tierras situadas a lo largo del Bajo Meuse. Esta colaboración fue crucial para la expansión del cristianismo en una región que, a pesar de las campañas anteriores, aún no había sido completamente cristianizada. Willibrordo, conocido por su celo misionero y su visión de un cristianismo organizado, encontró en Lamberto un socio comprometido, con experiencia y profundo arraigo en las estructuras locales.
Además de su labor misionera, Lamberto fue uno de los fundadores del monasterio de Munsterbilsen, junto a Landrada. Este monasterio fue uno de los principales centros de evangelización en la región y se convirtió en un importante lugar de referencia para la formación de nuevos clérigos y monjes, ayudando a consolidar la fe cristiana en la región.

### Conflicto con Pipino de Heristal
A pesar de la estrecha colaboración entre Lamberto y Pipino de Heristal en un principio, su relación se deterioró debido a un conflicto moral. Pipino, casado con Plectrude, mantenía una relación extramatrimonial con Alpaida, una mujer que más tarde daría a luz a Carlos Martel, futuro líder de los francos y defensor de Europa. Esta relación fue vista como un escándalo dentro de los círculos cristianos, y Lamberto, en su calidad de obispo, no dudó en condenarla públicamente.
La firme oposición de Lamberto a la relación entre Pipino y Alpaida se basaba en la defensa de la fidelidad matrimonial, un principio central del cristianismo. Lamberto, conocido por su estricta adherencia a los valores cristianos, vio en esta relación una violación de los principios morales que la Iglesia debía defender. En varias ocasiones, Lamberto condenó la relación en público, desafiando abiertamente a Pipino. Esta postura no solo generó tensiones en la corte franca, sino que también colocó a Lamberto en una posición peligrosa frente al creciente poder de Pipino.
Aunque Lamberto fue apoyado por algunos sectores eclesiásticos, su denuncia constante de la relación entre Pipino y Alpaida lo aisló políticamente. Esta postura moral inquebrantable sería uno de los factores que contribuirían a su creciente aislamiento y los enfrentamientos que marcaron los últimos años de su vida.

## Vida
Lamberto era de una familia noble de Maastricht, supuestamente hijo de Apre, señor de Lieja, y de Herisplende, ambos de familias nobles. Fue bautizado por su padrino, el obispo local, Remaclo, y educado por Landoaldo, el arcipreste de la ciudad. Lamberto también estaba relacionado con el senescal Hugoberto, padre de Plectrude, la legítima esposa de Pipino de Heristal y, por lo tanto, suegro de los mayordomos de palacio que controlaban los reyes merovingios de Austrasia.
Lamberto parece haber frecuentado la corte merovingia del rey Childerico II y era un protegido de su tío, Teodardo, quien sucedió a Remaclo como obispo de Maastricht. Los primeros biógrafos lo describen como "un joven prudente de apariencia agradable, cortés y de buen comportamiento en su discurso y modales, bien constituido, fuerte, buen luchador, lúcido, cariñoso, puro y humilde, y aficionado a la lectura”. Cuando Teodardo fue asesinado poco después de 669, los consejeros de Childerico hicieron obispo de Maastricht a Lamberto.
Después de que Childerico fuera asesinado en 675, la facción de Ebroin, mayordomo de palacio de Neustria, y el poder detrás de ese trono, lo expulsaron de su sede a favor de su candidato, Faramundo. Lamberto pasó siete años en el exilio en la recién fundada Abadía de Stavelot (674–681). Con un cambio en los turbulentos vaivenes políticos de la época, Pipino de Heristal se convirtió en mayordomo del palacio y Lamberto pudo regresar a su sede.
En compañía de Willibrordo, que había venido de Northumbria en 691, Lamberto predicó el evangelio en los tramos más bajos del río Mosa, en el área al norte. Junto con santa Landrada fundó un monasterio femenino en Munsterblizen. Lamberto también fue el director espiritual del joven noble Huberto, hijo mayor de Bertrand, duque de Aquitania, quien más tarde sucedería a Lamberto como obispo de Maastricht.
Lamberto parece haber sucumbido a la agitación política que se produjo cuando varios clanes lucharon por ganar influencia cuando la dinastía merovingia dio paso a los carolingios. El historiador Jean-Louis Kupper dice que el obispo fue víctima de una lucha privada entre dos clanes que pretendían controlar la sede de Tongres-Maastricht. Se dice que Lamberto denunció la relación adúltera de Pipino de Heristal con Alpaida, que se convertirían en los padres de Carlos Martel. Esto despertó la enemistad de Pipino y Alpaida. El obispo fue asesinado en Lieja por las tropas de Dodon, el doméstico de Pipino (administrador de dominios estatales), padre o hermano de Alpaida. El año de su muerte se ha fijado de diversas maneras entre 705 y 709. Lamberto fue considerado un mártir por defender la fidelidad conyugal.
Aunque Lamberto fue enterrado en Maastricht, su sucesor como obispo, Huberto, trasladó su reliquia a Lieja, que fue finalmente la sede episcopal. Para consagrar las reliquias de Lamberto, Huberto construyó una basílica cerca de la residencia de Lamberto, que será más tarde el verdadero núcleo de la ciudad. El santuario se convirtió en la catedral de San Lamberto, demolida en 1794. Su emplazamiento es la moderna Place Saint-Lambert. La tumba de Lamberto se encuentra en la actual catedral de Lieja.

## Patronazgo
San Lamberto es el patrón de la ciudad de Lieja.
Su fiesta en el calendario romano general de la Iglesia católica es el 17 de septiembre. El Lambertusfest en Münster ha sido durante mucho tiempo una fiesta popular, celebrada durante dos semanas que culmina en la víspera del 17 de septiembre. Los niños construyen "pirámides Lambertus" de ramas, decoradas con faroles y lámparas alrededor de las cuales bailan y cantan canciones tradicionales (conocidas como Lambertussingen o Käskenspiel).